# Stabilimentum

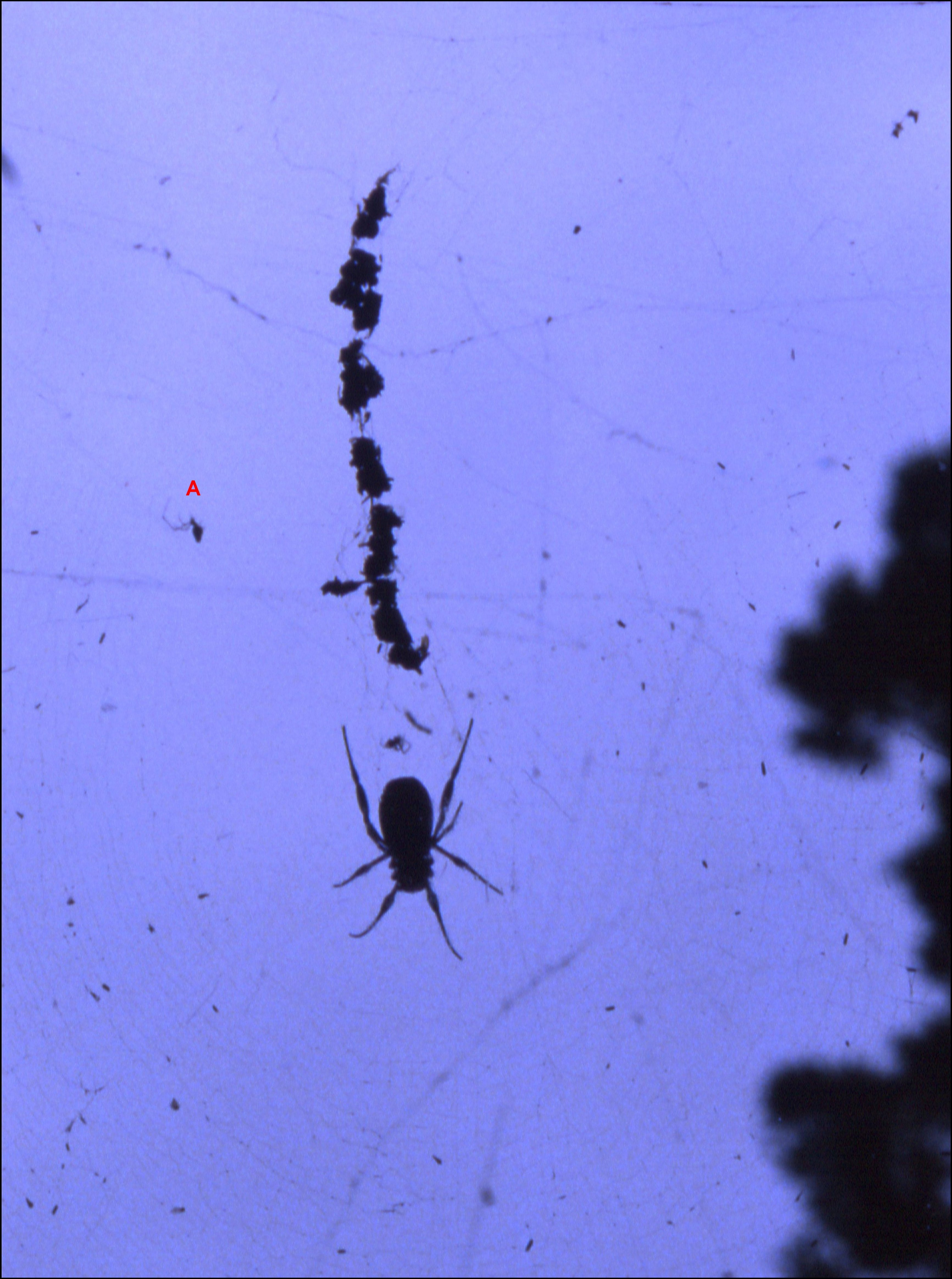
Trichonephila inaurata sous son stabilimentum vertical formé par des débris de proies réunis en "pelotes" superposées. La Réunion. Une petite araignée Argyrodes kleptoparasite est signalée à gauche par la flèche rouge.

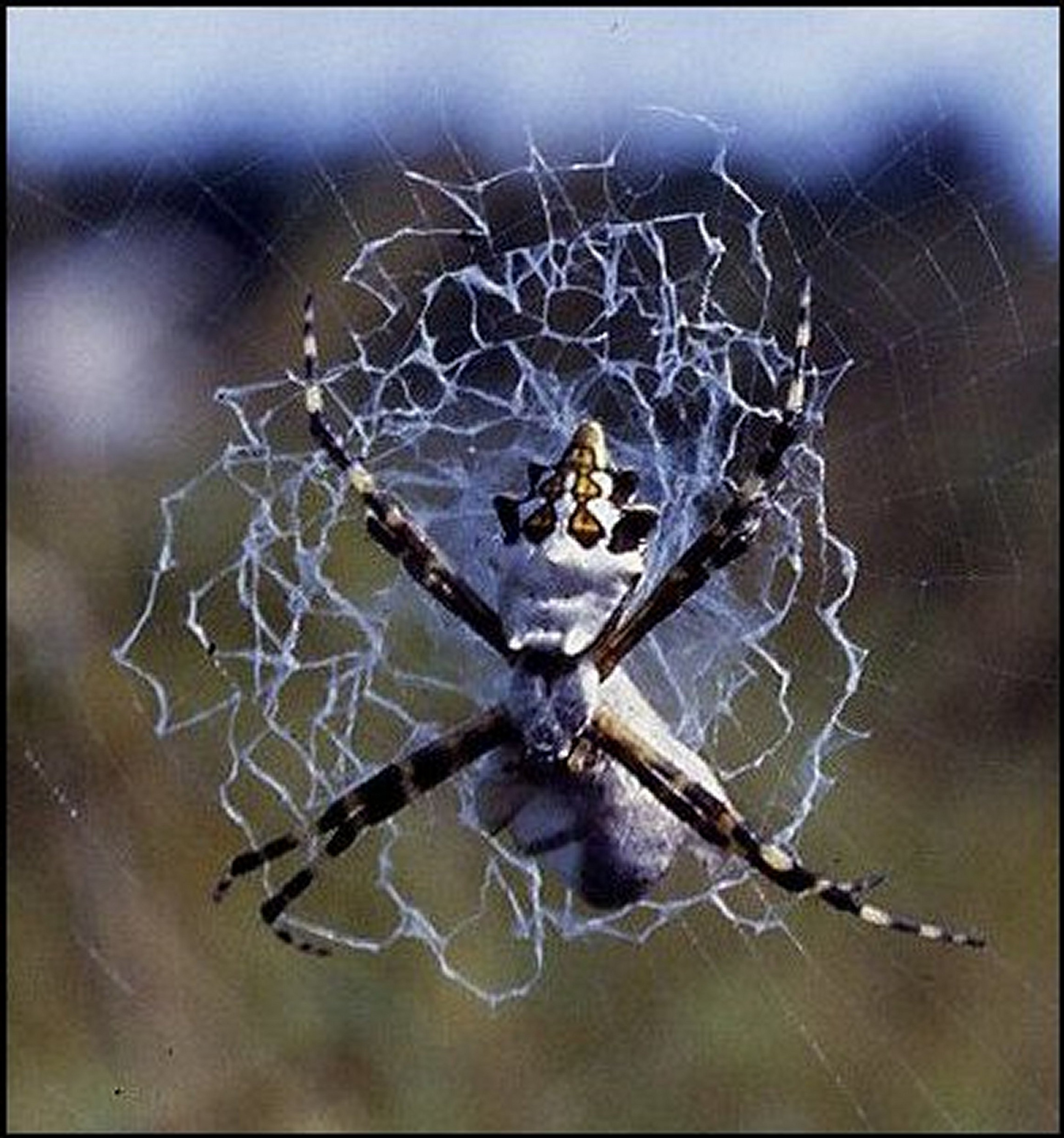
Argiope argentata femelle dévorant une proie sur le moyeu de sa toile qu'entourent les rubans soyeux de stabilimenta circulaires.

Le stabilimentum (au pluriel stabilimenta ou stabilimentums), aussi appelé « décoration » (web decoration en anglais), est une structure visible sur la toile de certaines araignées, composée de fils de soie avec parfois différents débris. La structure est plus dense et plus opaque que le reste de la toile et suit généralement un motif en zigzag, comme le ferait une couture. La forme et la fonction semblent cependant varier selon les espèces. On rencontre des stabilimenta en spirale, en ligne verticale, en croix, etc. Il pourrait servir à prévenir des accidents ou à se camoufler des prédateurs, à attirer des proies. L'hypothèse de stabilisation de la toile (à l'origine du nom de cette structure) est désormais rejetée et le stabilimentum reste un objet de discussions entre les arachnologues.

## Variantes
Les Argiopes n'utilisent que des fils de soie pour leur stabilimentum, alors que d'autres araignées combinent la soie avec différents matériaux comme des débris de cocon (comme dans le cas des Cyclosa). Chez Argiope argentata (Antilles et Guyane françaises), les stabilimenta peuvent être annulaires, au niveau du moyeu de sa toile orbiculaire, ou en zigzags linéaires uniques, parfois cruciformes, sans débris de proies. En revanche, chez les Nephila, le stabilimentum  dans le cas de Nephila inaurata à la Réunion, tient en ligne des morceaux de proies non-digérées, ce qui peut attirer davantage de proies, alors que chez Octonoba sybotides, le stabilimentum réfléchissant beaucoup les rayons ultraviolets, attire les mouches drosophiles.

## Galerie

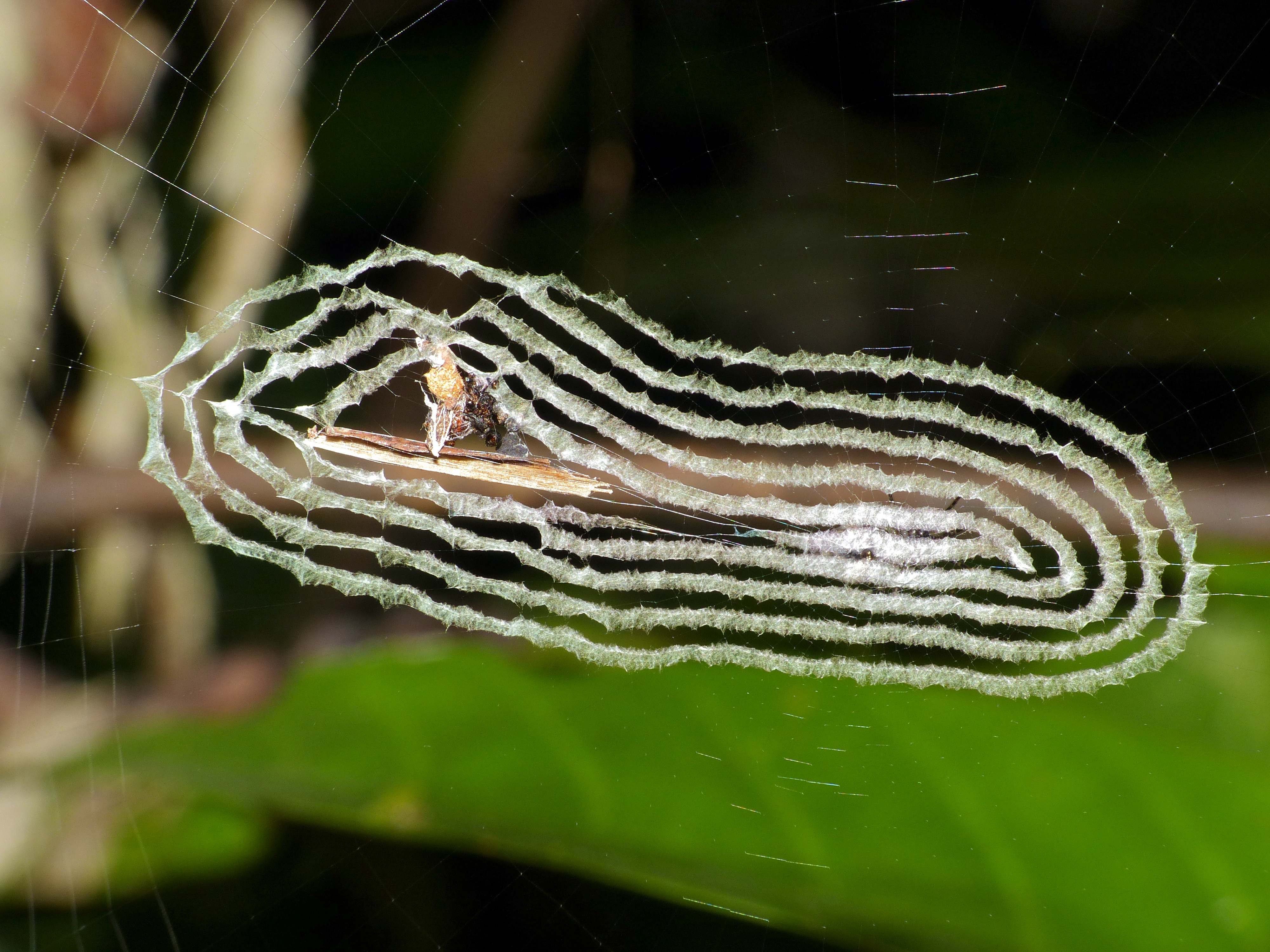
Stabilimentum d'une Cyclosa sp.
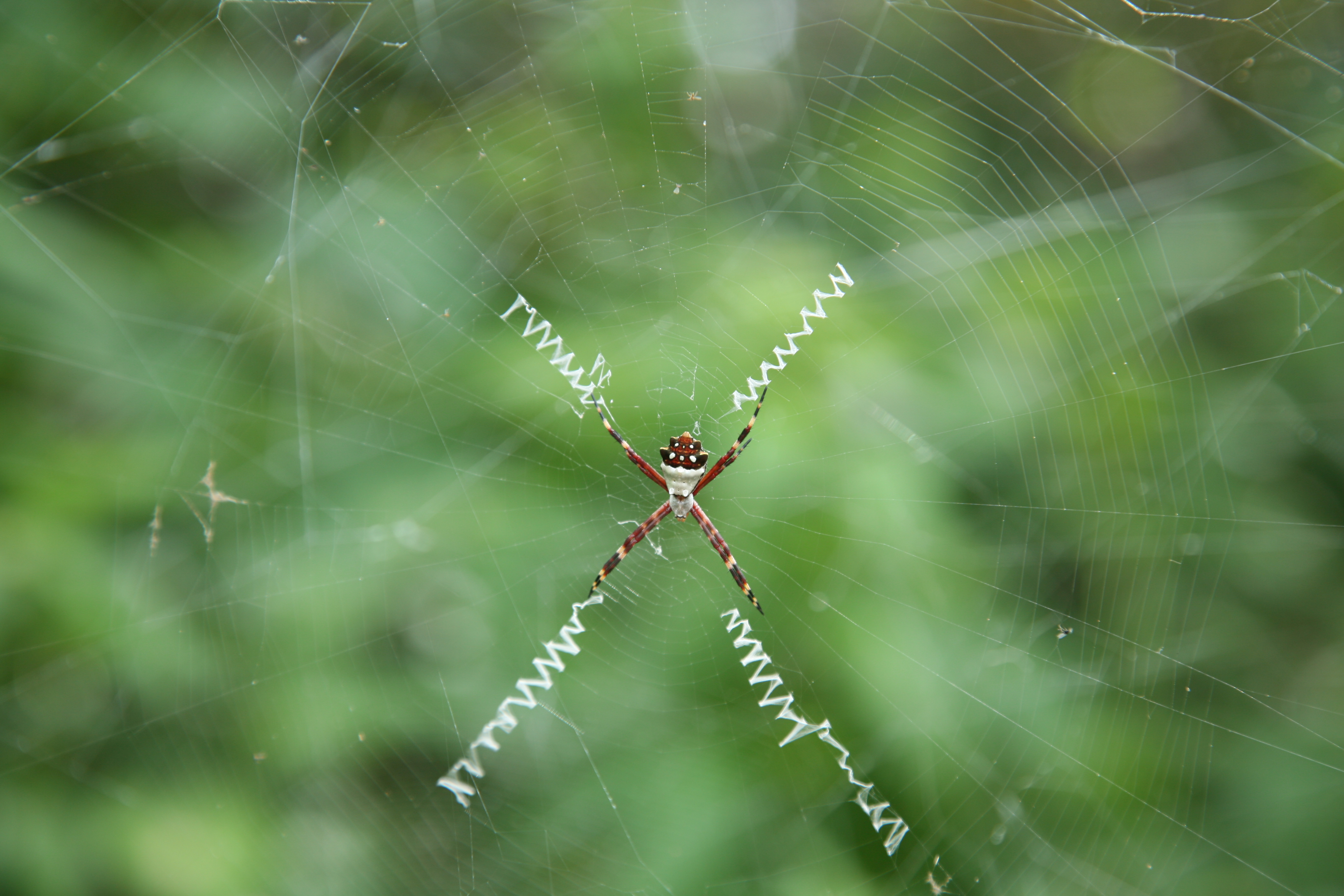
Stabilimenta d'une Argiope argentata.
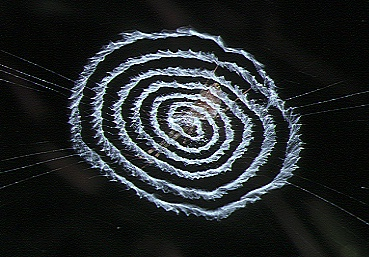
Stabilimentum d'une Octonoba yaeyamensis.
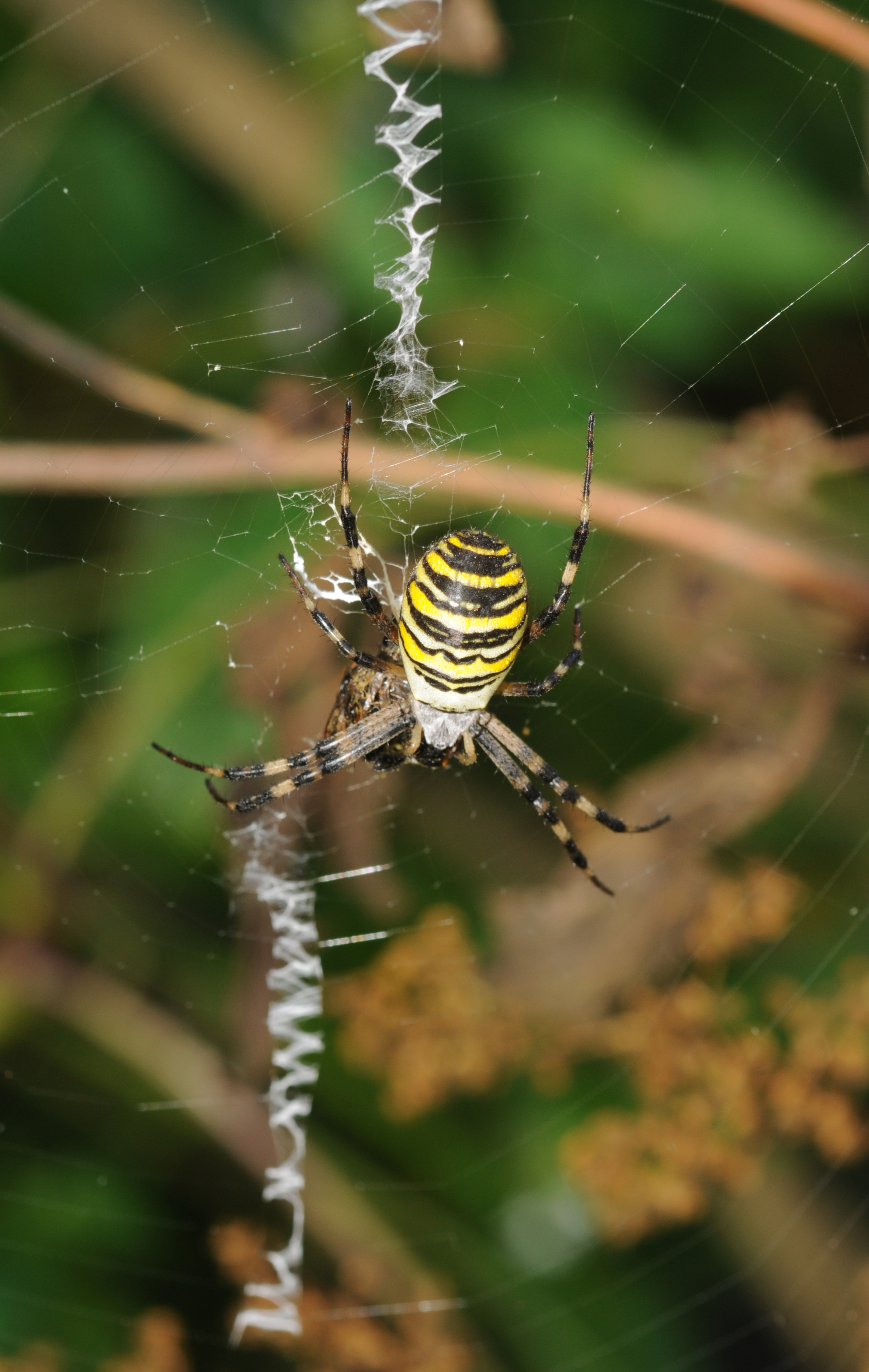
Stabilimenta d'une Argiope bruennichi.